# Finnur Jónsson (Bischof)
Finnur Jónsson (* 16. Januar 1704 in Hítardalur; † 23. Juli 1789 in Skálholt) war ein evangelisch-lutherischer Bischof von Skálholt im Süden von Island. Er war der vorletzte Bischof, der dort noch seinen Sitz hatte.

## Leben

### Familie und Ausbildung
Finnur Jónsson wurde am 16. Januar 1704 als Sohn des Pastors und Geschichtsschreibers Jón Halldórsson und dessen Frau Sigríður Björnsdóttir in Hítardalur auf der Halbinsel Snæfellsnes in Westisland geboren.
Er wurde zunächst zu Hause unterrichtet, erhielt dann seine höhere Schulbildung in Skálholt und fuhr schließlich nach Kopenhagen, um an der dortigen Hochschule Theologie zu studieren.

### Beruflicher Werdegang und Wirken
Von 1732 bis 1743 war er Pfarrer in Reykholt. Anschließend wurde er zum Stiftspropst in der Diözese Skálholt befördert und schließlich wirkte er dort von 1754 bis 1785 als Bischof.
Es scheint, dass er zunächst wegen der damit verbundenen Verwaltungsaufgaben zögerte, das Bischofsamt zu übernehmen.

### Wissenschaftliche Arbeiten
Wie auch sein Vater und diverse Verwandte war Finnur Jónsson ein bekannter Geisteswissenschaftler, der im Jahre 1774 als erster Isländer den Doktorgrad in Theologie erwarb.
Unter dem Titel Historia Ecclesiastica Islandiæ veröffentlichte er in den Jahren 1772–1778 in Kopenhagen eine in lateinischer Sprache verfasste Kirchengeschichte Islands. Auch zahlreiche andere Schriften entstammen seiner Feder, besonders in den Bereichen von Theologie und Kirchengeschichte.

### Familie und Erbe
Finnur Jónsson war verheiratet mit Guðríður Gísladóttir (1707–1766), die ihrerseits von Jón Vigfússon, dem Bischof von Hólar abstammte.
Der Nachfolger von Finnur auf dem Bischofsstuhl war einer seiner Söhne Hannes Finnsson. Dieser wurde eigentlich schon 1777 zum Bischof geweiht und führte das Amt für seinen Vater, bis dieser am 23. Juli 1789 starb.
Obwohl die meisten Häuser in Skálholt in einem großen Erdbeben im Jahre 1784 beschädigt und ein Großteil des Viehs als Folge der giftigen Niederschläge der Vulkanausbrüche der Laki-Krater nach 1783 gestorben war, weigerte sich Finnur bis zu seinem Tod, den Ort zu verlassen.